# کلنگار
کلنگار (به لاتین: Kulangar) یک منطقهٔ مسکونی در افغانستان است که در ولسوالی پل علم واقع شده‌است.